# Lewis (eiland)
Isle of Lewis (Schots-Gaelisch Leòdhas, Eilean Leòdhais), is in principe het grootste en noordelijkste eiland van de Buiten-Hebriden, maar hangt eigenlijk vast aan Harris, waarmee het samen Leòdhas agus na Hearadh (Lewis met Harris) uitmaakt, en de grens tussen beide is niet duidelijk getrokken. De hoofdstad Stornoway (Steòrnabhagh) ligt op Lewis, en het eiland telt dan ook het grootste inwonersaantal van de archipel.

## Lewis en Harris

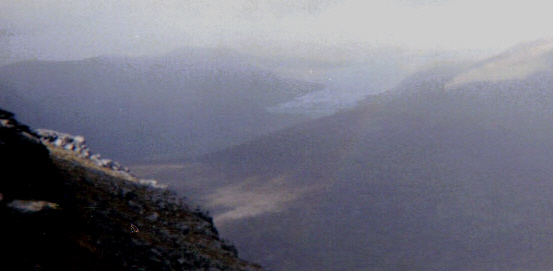
De zuidelijke uitlopers van Loch Langavat

Het belangrijkste criterium om het noorden, Lewis, van het zuiden, Harris, te onderscheiden, is waar de heuvels van Harris ongeveer ophouden. Men noemt de ruwe, rotsachtige streek die het westen van Harris kenmerkt het Forest of Harris; het betreft geen woud, maar een uitgebreid gebied van schaarse vegetatie, meren en heuvels van tussen de 600 en 800 meter, dat naar het noorden toe geleidelijk afneemt, tot aan de uitlopers van Loch Langavat. Indien men de grens met Lewis daar trekt, is de laatste heuvel van Na Hearadh de Roineabhal 281 meter hoog. Ter hoogte van die heuvel beschouwt men het landschap inderdaad als behorend bij Lewis; het bordje met de grensaanduiding staat tussen Bogha Glas en Arivruach (Airidh a Bhruaich), op de enige noord-zuidverbinding, de A859. Er is onenigheid over de vraag of de heuvels van Pairc bij Lewis of Harris behoren, omdat het Forest of Harris-gebied, dat in het zuidwesten ligt, van het Pairc-gebied in het zuidoosten wordt gescheiden door het zeemeer Loch Seaforth, dat naar het zuiden in de Minch overvloeit. Pairc vormt een zuidoostelijk schiereiland. In de meeste gevallen wordt Pairc tot Lewis gerekend; op het gehucht Eisgean na is het onbewoond.

## Gebieden
Lewis, als grootste streek van de Buiten-Hebriden, heeft een aantal districten, zij het zonder enige bestuurlijke of administratieve betekenis; in wezen zijn het enkel namen van regio's, die noch duidelijk afgebakend zijn, noch een officieel vastgelegde naam hebben.

### An Rubha / Eye

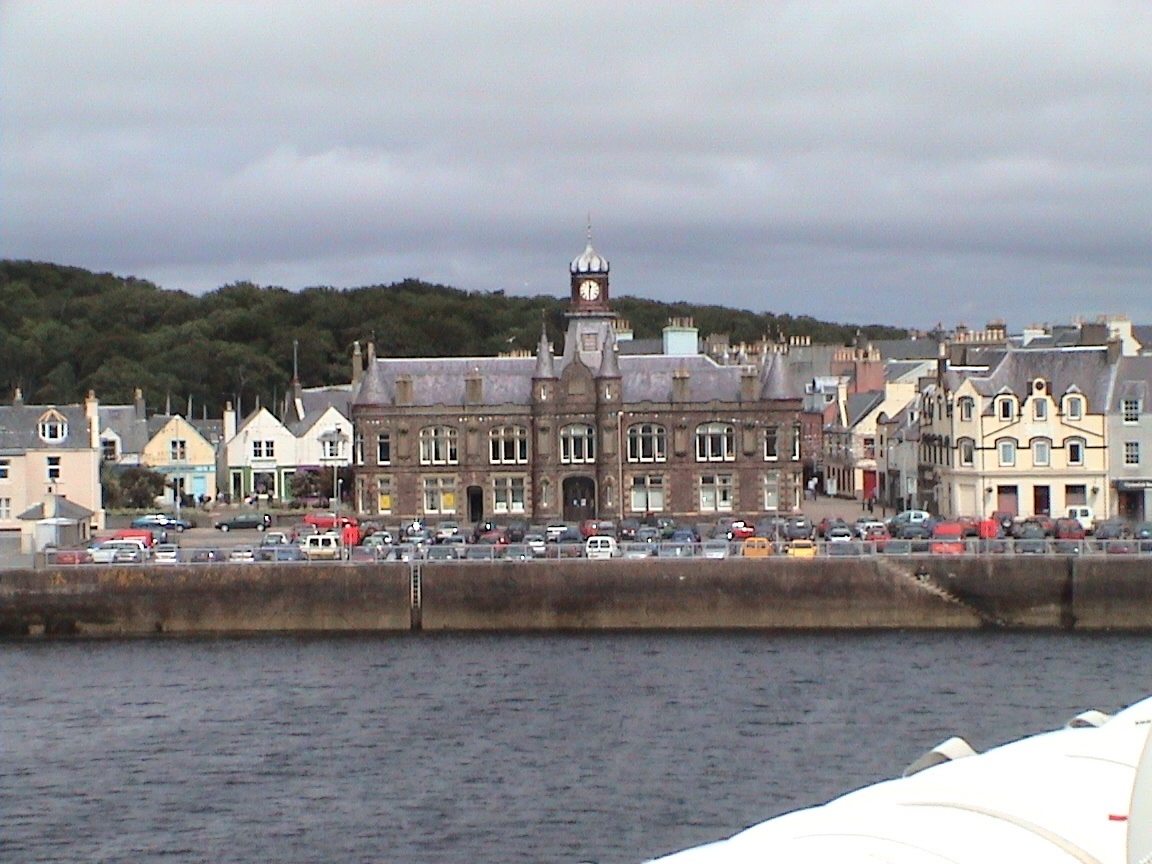
Stadhuis van Stornoway

De regio rond de hoofdstad Stornoway is het sterkst geurbaniseerd. Stornoway of Steòrnabhagh ligt aan het begin van een oostelijke kaap in de Minch, die verschillende namen heeft. In het Engels spreekt men soms van Point, terwijl het gebied in het Gaelisch veelal als An Rubha wordt omschreven, wat De Kaap betekent. Ook wordt het gebied wel het schiereiland Eye genoemd. Deze streek heeft de grootste concentratie aan dorpjes. Vanaf Stornoway tot aan de uiterste oostkaap, Rubha an Tiumpain (Tiumpan Head), is het zo'n 16 kilometer, via de A866, die eerst zuidwaarts uitwijkt en ter hoogte van de landengte tussen Mealabost en Aiginis noordoostwaarts afbuigt. Aan de Tiumpan-kaap staat een vuurtoren. Op dit schiereiland bevindt zich de luchthaven van Stornoway. Belangrijke monumenten zijn een kerk gewijd aan Columba van Iona, een versterkte toren in het zuidoosten, ter hoogte van de Rubh' Dubh, bij het dorp Pabail Iarach, en twee cairns. Aan de zuidrand, bij Branahuie (Braigh na h-Aoidhe), ligt een klein strand, en ten westen daarvan, in de streek rond Tolm, het kleine eilandje Eilean Thuilm. Dorpen op Eye zijn Garrabost, Port nan Giùran, Seisiadar, Sanndabhaig, Suardail, Steinis, Aiginis en Sulaisiadar. Het uiterste zuiden van het schiereiland wordt Gob na Circe (Chicken Head) genoemd.

### Am Bac
Am Bac of Back is een weinig frequente naam voor het gedeelte ten noorden van Stornoway, dat zich langs de oostkust van het eiland noordwaarts uitstrekt tot de regio rond Tolsta (Tolastadh), met de gelijknamige kaap Rubha Tholastaidh. Ten noorden van het dorp Tolastadh ligt het Nieuwe Dorp, Baile Ùr. Daar loopt de weg naar het noorden, de B895, dood. Ten oosten van deze twee dorpen ligt het Grote Strand, Tràigh Mhòr, waar de archeologische site van het Caisteal a' Mhorair staat. Ten noorden hiervan bevindt zich een onafgewerkte brug over het riviertje Geiraha, de fameuze Brug naar Nergens. Er is ook een waterval. In Bac zijn nog twee andere stranden: er is het Tràigh Ghiordail, ten zuiden van de Tolastadh-kaap, naar het dorp Griais (Gress), en in de omgeving ten zuiden van
Griais, nabij Col (Coll), zijn er nog de Coll Sands. Ten noordwesten van Griais staat nog een cairn, de Carn a' Mharc. Een noemenswaardige zuidelijke nederzetting is Tunga (Tong).

### Nis

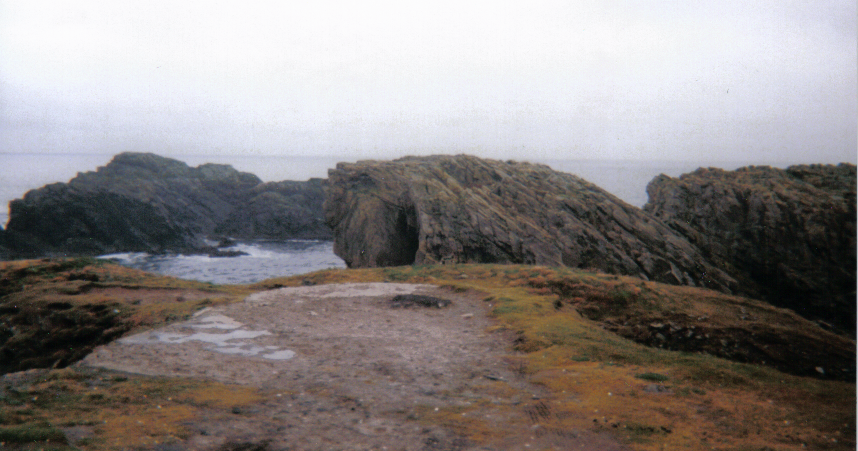
Rubha Robhanais, het uiterste noordpunt

Het gebied met de grootste bevolking na Stornoway is het noordelijke Nis, of Ness. Ook hier zijn alle dorpen aan de kuststreken geconcentreerd. Het noordelijkste punt van de Buiten-Hebriden is de kaap Robhanas, Rubha Robhanais of Butt of Lewis. Daar staat een vuurtoren, en op heldere dagen kan men er walvissen zien. Het belangrijkste dorp in het hoge noorden van Leòdhas is Port Nis (Port of Ness), een kleine haven aan de noordoostkust. Daar rond ligt een kluwen van kleinere dorpjes; de weg loopt van in Port Nis zuidwaarts tot Skigersta (Sgiogarstaigh), alvorens dood te lopen, en in de tegenovergestelde richting noordwaarts tot de kaap. 
In Skigersta is nog een ander haventje; een halve kilometer ten oosten van de kust bij dit dorp ligt het kleine rotseilandje Am Braga. In dit oostelijke kustgebied, ten zuiden van Skigersta en ten noorden van Baile Ùr in Bac, woont vrijwel niemand, uitgezonderd in het gehucht Upper Dibardale (Diobardail Iarach), dat zeer geïsoleerd tussen Bac en Nis in ligt, en in Cuisiadar. Daarentegen liggen er vele dorpen aan de westkust van Nis: algemeen beschouwt men Barabhas, aan het Loch Mòr Bharabhas, als het zuidelijke grenspunt van Nis aan de westkust. De weg vanuit Steòrnabhagh, de A857, bereikt ginds een tweesprong; hij vervolgt zijn weg noordoostwaarts tot in Port Nis. De andere, westelijke richting, wordt de A858 richting Carloway (Carlabhagh). 
Belangrijke monumenten in Nis zijn de torens van Eoradal en Eisden, en de kerk van Sint Moluag in het dorp Coig Peighinnean (Fivepenny) in het noorden (er is nog een ander dorp, centraal aan de westkust, dat Coigh Peighinnean heet). In Shader (Siadar) staan de restanten van Teampull Pheadair, de Petrustempel. Aan de oostkust van Nis, ten zuiden van Cuisiadar, staat een gelijkaardige ruïne, Bileascleitear. In Tabost, anderhalve kilometer vóór Port Nis, bevindt zich het museum van Nis. Bij Baile an Truiseil (Ballantrushal), in het zuidwesten, ligt het slagveld van de laatste slag tussen de Morrisons en de Macaulays, twee clans die Leòdhas beheersten; Morrison en Macaulay zijn dan ook nog zeer frequent voorkomende familienamen op het eiland. Ten zuiden van dit slagveld staat een monoliet, de Clach an Truiseil. Verder vermeldenswaarde nederzettingen zijn Galson (Gabhsann), Swainbost (Suainebost), Dell (Dail), Lionel, (Lional) en Eoropie (Eoropaidh). Ten westen van de Rubha Robhanais ligt de kaap Roinn a' Ruaidh, waarvoor Pygmeeëneiland ligt.

### An Taobh Siar

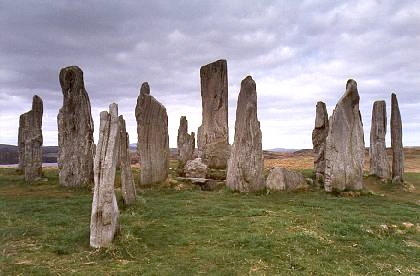
De Calanais

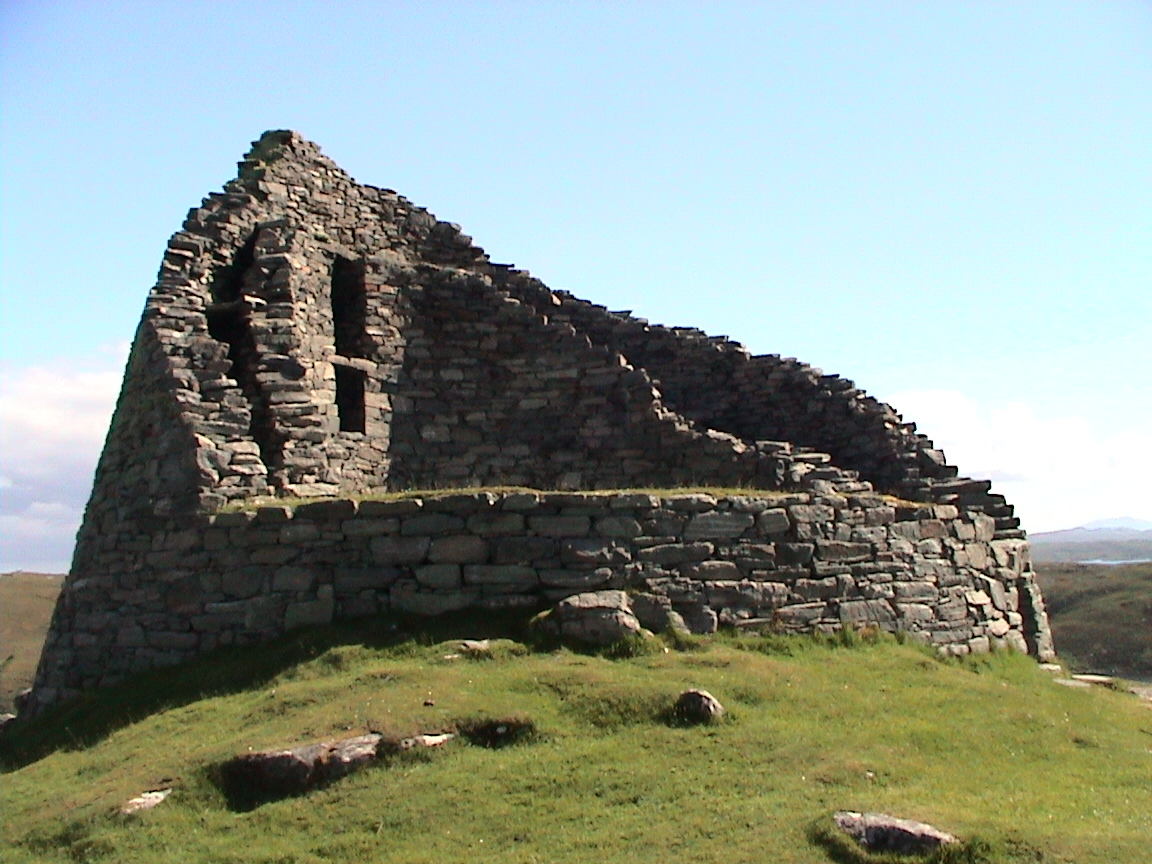
Dun Carloway

Het noordwestelijke gedeelte van Lewis heeft geen 'echte' naam; gemakshalve noemt men het 'westkant', Taobh Siar. Hiermee bedoelt men de streek ten zuiden van Nis tot aan Oost-Loch Roag. Dit loch loopt van in de Atlantische Oceaan zuidoostwaarts tot Garynahine (Gearraidh na h-Aibhne). De A858 volgt de kust en doorloopt verschillende dorpjes, waaronder Callanish (Calanais), bekend om zijn steencirkels, de Calanais Standing Stones, en Carloway, met de broch Dun Carloway. Door de Taobh Siar loopt vanaf Marybank in het oosten de zogenaamde Pentland Road of
Rathad a' Phentland, tot in Carlabhagh. Calanais ligt ten noordwesten van Gearraidh na h-Aibhne en bezit verschillende steencirkels met een bezoekerscentrum. Carlabhagh ligt noordelijker, aan Loch Carloway, waar een haven is; in dit loch ligt het eilandje Bindalein. Bij Carlabhagh staat nog een andere monoliet, de Clach an Tursa. Ten noorden van Carloway ligt 'Opper-Carlabhagh', Mullach Charlabhaigh; daar is een weg naar Gearannan, waar een gerestaureerd dorp van blackhouses staat. Een soortgelijk dorp vindt men ook nog
noordelijker in Shawbost (Siabost), dat tevens een steencirkel heeft, Clach an Cnoc Laoiran; ook heeft Siabost een museum. Het museum The Arnol Blackhouse dat specifiek aan blackhouses is gewijd bevindt zich te Arnol. De Westkant heeft twee strandjes, een bij 'groot-Dail', Dail Mòr, en een bij 'klein-Dail', Dail Beag. Andere dorpen zijn Bru, Bragar, Borghastan, Cirbhig, Breascleit, Labost en Tolastadh a Chaolais.

### Bernera
Ten zuidwesten van de Taobh Siar liggen een heleboel eilandjes in het Loch Roag, dat eigenlijk uit West-Loch Roag en Oost-Loch Roag bestaat. Het grootste eiland, Great Bernera (Beàrnaraigh Mòr), is ter hoogte van Iarsiadar met Uig verbonden door middel van een damweg. Hier bevinden zich verscheidene dorpen: centraal ligt Breacleit, met het Bernera-museum. Aan de zuidkust staat een steencirkel, aan Loch Borarat een toren, zoals ook aan de noordoostkust (de Dùn Stuigh). Centraal aan de oostkust, aan Oost-Loch Roag, staat een gereconstrueerde Vikingmolen. Daarenboven heeft men aan de noordwestkust van Great Bernera de restanten van een prehistorisch dorp gedeeltelijk heropgebouwd. Dorpen op Groot-Bernara zijn Tobson, Bostadh, Barraglom, Bhalasaigh, Circebost en Tacleit. Ten noorden van Groot-Bernera ligt Klein-Bernera, Beàrnaraigh Beag, samen met talloze kleine eilandjes zoals Floday, Campaigh, Bearasaigh, Màs Sgeir, Cruiteir, Harsgeir en An t-Seana Bheinn. In Oost-Loch Roag liggen Keava, Bhacasaigh en Eilean Mòr, in West-Loch Roag Pabaigh Mòr, Pabaigh Beag, Vuia Beag, Vuia Mòr, Floday, Vacsay en Cliatasaigh. Dit gebied Beàrnaraigh is niet te verwarren met de gelijknamige zuidelijke eilanden Berneray bij North Uist en Berneray bij Barra.

### Uig
Uig is het heuvelachtigste deel van Lewis, gelegen in het westen. De noordgrens zijn de eilanden van Bernera, in het zuiden vormt Loch Resort de grens met Na Hearadh. Door Uig voeren enkel smalle wegen, en er zijn geen grote nederzettingen. Aan de westkust ligt Mealasta, een dorpje waar de ruïnes van een oud nonnenklooster staan, Taigh nan Cailleachan Dubha. Mealasta is tevens de naam van het eiland dat ten zuidwesten van dit dorp ligt. Er leidt een paadje van iets meer dan een kilometer vanuit Mealasta noordwaarts naar Breanais; langs dit paadje liggen voor de kust de eilandjes
Harsgeir Mòr, Sgeir Liath en Greineim, en vlak bij Breanais het rotsje Sgeir Ghlas Bheag. Nog een kilometer verder naar het noorden ligt het gehuchtje Islibhig. Er zijn een aantal grote baaien, Camas Chlèidir nabij Islibhig, Camas Uig tussen Carnais en Cradhlastadh (Crowlista), Camas na h-Airde aan de noordkaap van West-Loch Roag, en ten westen daarvan Camas na Clibhe. Er is een schiereiland in West-Loch Roag, waarop twee oude torens staan. In Uig zijn er drie stranden, Tràigh Chapadail aan de Camas Uig, dat ook wel de Uig Sands wordt genoemd, een strandje in de Camas na Clibhe en
een op het schiereiland, ten oosten van het dorp Cnip. Dorpen in Uig zijn Timsgearraidh, Scealascro, Miabhaig, Uigean, Eadar dha Fhadhail (Ardroil), Mangurstadh, Cairiseadar, Geiseadar, Ungisiadar, Einacleit, Giosla en Bhaltos. Uig is een afgelegen regio.

### Na Lochan

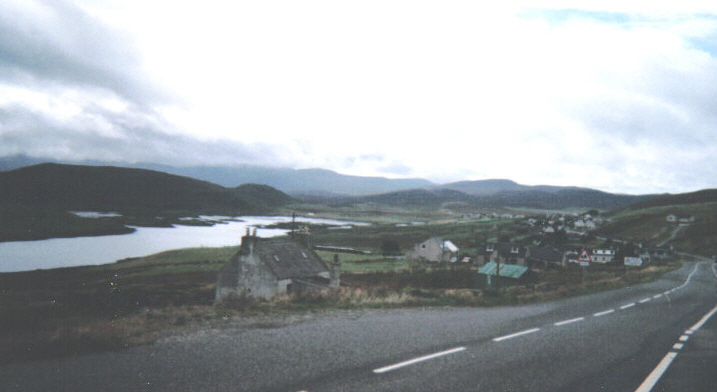
Het dorp Baile Ailein, centraal in het merengebied

Het overige gedeelte van Lewis, ten zuiden van Steòrnabhagh en ten oosten van Uig, wordt 'de meren' genoemd, Na Lochan. Indien men het Pairc-gebergte erbij neemt, loopt de zuidgrens aan Loch Seaforth. Beschouwt men Pairc als een afzonderlijk gebied, dan is Loch Erisort de grens. Dit loch doorsnijdt het Lochan-gebied; de weg vanuit Harris splitst hier. De hoofdweg loopt verder naar Stornoway door Balallan (Baile Ailein), Laxay (Lacasaigh) en Liurbost. De afsplitsing voert aan de andere kant van het loch naar Cearsiadar, Gearraidh Bhaird, Taobh a Ghlinne (Glenside), Orasaigh en Leumrabhagh, met afsplitsingen in het oosten naar Cromor, Marbhig, Calbost en Grabhair. In het oosten van Loch Erisort ligt het Eilean Chaluim Chille, niet te verwarren met Ì Chaluim Chille. Ook hier bevindt zich een kerk ter ere van Sint Columba. Er is een haven in het westelijke plaatsje Grabhair, waar het Loch Odhairn gelegen is. Tussen de Pairc-heuvels en de westelijke uithoeken van het Lochan-gebied ligt Loch Sealg, waarin het
Eilean Iubhard ligt. De kusten van na Lochan, aan de Minch, zijn zeer rotsachtig en steil.

### Binnenland
In het binnenland is zeer weinig bewoning. De enige wegen die het binnenland doorkruisen, zijn de Pentland Road, waaraan geen enkel dorp of gehucht ligt, en de A858, vanaf iets voor Liurbost — het kruispunt wordt Cameron Terrace genoemd — westwaarts tot Gearraidh na
h-Aibhne. Deze weg komt voorbij Achadh Mòr (Achmore), waar een zendmast staat, en een zijweg van de Pentland Road uitkomt. Bij Achadh Mòr staat tevens een steencirkel. Iets ten westen van het dorp ligt nog het gehucht van Loch a' Ghainmhich. Daarnaast woont in het
binnenland van Lewis niemand.

## Landschap
Lewis onderscheidt zich van Harris door het landschap. Terwijl Harris rotsachtig is, is Lewis hoofdzakelijk moerassig. Het eiland is doorsneden met meren, waartussen kleine beekjes lopen. In de meren liggen dikwijls eilanden. De ondergrond van Leòdhas bevat voor het grootste gedeelte turf, die in vroeger tijden door de eilandbewoners als brandstof werd gebruikt. De begroeiing bestaat hoofdzakelijk uit gras en wilde bloemen, en schapen lopen vrij rond. Doordat het eiland geen bossen heeft en relatief vlak is, is het aan Atlantische stormen blootgesteld; het klimaat is guur en vochtig, maar het vriest zelden. Dorpen hebben maar zelden een kern; ze staan aan weerszijden van de weg opgesteld en zijn langgerekt. 
Er zijn, met uitzondering van het gebied rond Stornoway, vrijwel overal grote, onbewoonde vlakten zonder enig huis. In Uig liggen de meeste heuvels, die echter lager zijn dan die van Na Hearadh. De hoogste top is de Mealasval, die 574 meter meet. De Tahal is 515 meter, de Cracabhal 514, de Laibheal a Tuath 505 en de Laibheal a Deas 501. Ten zuiden van de Bernera-eilanden liggen nog een paar lage heuvels, waarvan de Conostom met 256 meter de hoogste is. In de Pairc-heuvels is de Beinn Mhòr ('grote heuvel') de hoogste, met 572 meter. Behalve deze gebieden ligt nog een groepje vrijstaande heuvels in Bac, de Beanntain Bharabhais (Barvas Hills) genaamd, waarvan Beinn Mholach, 292 meter, het hoogst is, en aan de Westkant eveneens enkele, met als hoogste top de Beinn Bragar, 261 meter. De zendmast van Achadh Mòr staat op het Eitsial-heuveltje, 223 meter, waarachter nog de 200 meter hoge Beinn nan Surrag ligt. De kusten zijn in het oosten rotsachtig, in het westen veeleer zanderig. 
De westkust is, met honderden minuscule kusteilandjes, zeer verbrokkeld. De meren en beken van het binnenland bevatten snoek en forel, terwijl men in de zeelochs op zalm vist; men jaagt ook op wilde eenden, en in de Pairc-regio komt een hertenpopulatie voor. Omheiningen zijn zeldzaam, vermits de schapen de vrije loop gelaten wordt; boeren markeren hun kuddes door de schapen met hun persoonlijke kleuren te beschilderen. De algemeen gangbare naam voor het zompige landschap is machair. Door de wispelturigheid van het klimaat en veelvuldige mistbanken wordt diegenen die zich op de machair begeven aangeraden steeds een kompas en landkaart mee te nemen; men geraakt gemakkelijk ingesloten door de lochs en vaak is het dichtstbijzijnde dorp ruim tien kilometer verwijderd.

## Bevolking
De bevolking van Lewis is in de 12de en 13de eeuw in contact gekomen met de Vikingen, wat gedurende een korte periode tot germanisering heeft geleid; veel plaatsnamen op Leòdhas zijn van Oud-Noordse origine. In de 19de eeuw ontdekte iemand bij toeval een authentiek
Viking-schaakspel in het zand; de Lewis Chessmen zijn beroemde artefacten uit de Vikingperiode geworden. De Vikingbevolking heeft zich echter relatief snel aan de Kelten aangepast: de Oud-Noordse taal is verdwenen, en door gemengde huwelijken zijn de Noormannen in de plaatselijke bevolking opgegaan. Deze bevolking was reeds in de 8ste eeuw gedeeltelijk gekerstend; de hedendaagse Leòdhas-populatie behoort grotendeels tot de Free Church of Scotland en de Free Presbyterian Church of Scotland, het kerkbezoek is in vergelijking met de rest van Schotland nog relatief hoog. Het protestantisme heeft een zeer rijk patrimonium aan psalmen nagelaten; hiernaast leeft ook nog de traditie van de port-a'bheul, het lied zonder begeleiding dat bij het weven van tweed gezongen wordt. Lewis staat bekend om de zondagsrust. Alle winkels en restaurants zijn dicht, de veerboot ligt aan de ketting en auto's rijden vrijwel alleen om naar de kerk te gaan. De laatste vlucht naar de luchthaven in Stornoway is zaterdagsochtends om kwart voor negen. Tot 1996 waren de schommels en de draaimolens in de kinderspeeltuinen op zondag vastgeketend.
Men kan de bevolking van Lewis als de grote instandhouders van de Schots-Gaelische taal beschouwen: ofschoon de streek rond Stornoway sterk verengelst is, huisvest dit eiland met zijn grootste populatie ook het grootste aantal Gaelen, en globaal genomen is de invloed van het Engels daardoor op haar zwakst in Lewis. De Gaelischtalige media richten zich daarenboven vooral op Lewis wanneer het over taalkwesties gaat; wanneer men een voorbeeld van 'een Gaelische gemeenschap' zoekt, zal men vaak het eerst naar Leòdhas kijken. Het nadeel van deze aanpak is dat het Lewis Gaelic niet gering afwijkt van dat van de andere eilanden, en de perceptie van dit dialect onder andere gemeenschappen niet altijd positief is. Deze dominante taalvariant wordt gekenmerkt door een traag spreekritme, een scherpere uitspraak van de medeklinkers dan in andere dialecten, en een eigen woordenschat. Typisch Lewis-Gaelisch is bijvoorbeeld de uitdrukking Is caomh leam ('het bevalt mij'), waar men in alle andere dialecten Is toil leam zegt. Het Leòdhas-Gaelisch wordt geregeld door andere Gaelen geparodieerd. Deze variant is desalniettemin ontegenzeglijk de dominante. De prehistorische torens die her en der verspreid staan, archeologische grafvondsten en de steencirkels, waarvan de meeste ouder dan Stonehenge zijn, suggereren dat het eiland reeds in het vroege Holoceen een autochtone bevolking moet hebben gehad, over wie nagenoeg niets bekend is.
De bewoners van Lewis waren van oudsher meestal visser. Forse investeringen en de privatisering van openbare diensten in de jaren 1980 hebben op de eilanden wel enige economische vooruitgang gebracht, maar bij gebrek aan werkgelegenheid trekt de jeugd in de eenentwintigste eeuw toch vaak naar het vasteland. De zeldzame nieuwkomers zijn meestal mensen die de natuur opzoeken. Het toerisme neemt wel toe, maar de afgelegen ligging van de Buiten-Hebriden vormt een drempel.